# 미쓰비시후소 더 그레이트
미쓰비시후소 더 그레이트(영어: Mitsubishi Fuso The Great, 일본어: 三菱ふそう・ザ・グレート 미쓰비시 후소 자 그레토[*])는 일본 미쓰비시후소트럭 버스가 생산했던 대형 트럭이다. 대한민국의 경우 현대자동차가 일본 미쓰비시후소트럭 버스사와 기술 제휴를 통해서 현대 대형트럭 모델을 생산한 바가 있다.

## 개요
1983년 7월에 F계 모델의 후속으로 출시되었다. 이후에 등장한 모델의 경우 미쓰비시후소 캔터, 미쓰비시후소 파이터 모델과 유사한 모델로 출시되었다. 같은 해 9월에 8톤급 트랙터 사양인 P-FP418DR계가 출시되었고 같은 해 11월에 트랙터 사양인 FV-R 모델이 출시되었다. 1986년 7월에 마이너 체인지로 8DC11형 엔진이 추가되었고 그릴이 커졌다. 1989년 5월에 10DC11형 엔진이 추가되었다. 같은 해 12월에 마이너 체인지로 프론트 그릴의 디자인을 변경되었고 배출가스 규제에 대응했다. 1991년 7월에 트랙터 사양에 ABS가 장착되었다. 같은 해 10월에 8M20형 엔진이 추가되었다. 1993년에 마이너 체인지로 프로젝터 헤드라이트가 장착되었다. 그와 동시에 계기판 모델이 변경되었다. 1994년에 8M21형 엔진이 추가되었다. 1995년에 트랙터 모델에 한해 차량 총중량 규제 대응에 따라 마이너 체인지가 되었다. 1996년 5월에 슈퍼 그레이트 모델 출시와 동시에 단종했으나 구내 차량 모델의 경우 2001년까지 생산되었다.

## 라인업
- FP (4×2)
- FP-R (트랙터 사양, 4×2)
- FS (8×4)
- FT (6×2)
- FU (6×2)
- FV
- FV-R (6×4)
- FN
- FR (제설차 사양, 4×4)
- FW (제설차 사양, 6×6)
- FX (제설차 사양, 8×8)

## 엔진
| 구분 | 엔진 형식 | 형태, 방식                      | 베기량(cc) | 출력 범위(PS)                     | 탑재                  |
| ---- | --------- | ------------------------------- | ---------- | --------------------------------- | --------------------- |
| 410  | 6D40      | 직렬 6기통 (인터쿨러 터보 사양) | 12,023     | 350・360（T1）・390（T3）         | 1989년부터 1996년까지 |
| 411  | 8M20      | 8기통                           | 20,089     | 385                               | 1992년부터 2001년까지 |
| 412  | 8M21      | 8기통                           | 21,205     | 420                               | 1995년부터 1996년까지 |
| 413  | 8DC8      | 8기통                           | 14,886     | 275・280                          | 1992년부터 1996년까지 |
| 414  | 10DC11    | 10기통                          | 22,171     | 440                               | 1989년부터 1996년까지 |
| 415  | 8DC9      | 8기통 (터보 사양)               | 16,030     | 300・320・380（T）・390・430・440 | 1983년부터 1996년까지 |
| 416  | 8DC10     | 8기통 (터보 사양)               | 16,752     | 335                               | 1983년부터 1996년까지 |
| 417  | 6D24      | 직렬 6기통 (인터쿨러 터보 사양) | 11,945     | 330                               | 1995년부터 1996년까지 |
| 418  | 6D22      | 직렬 6기통 (인터쿨러 터보 사양) | 11,140     | 225・270（T0）・310               | 1983년부터 1996년까지 |
| 419  | 8DC11     | 8기통                           | 17,730     | 355                               | 1986년부터 1996년까지 |
| 424  | 10M20     | 10기통                          | 25,112     | 480                               | 1995년부터 1996년까지 |

## 사진

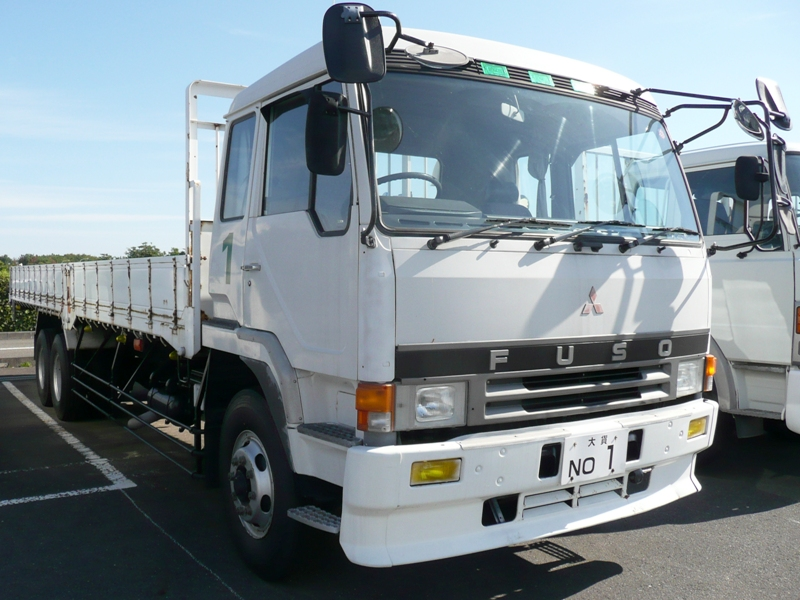
미쓰비시 후소 더 그레이트 FV(6×4) 카고
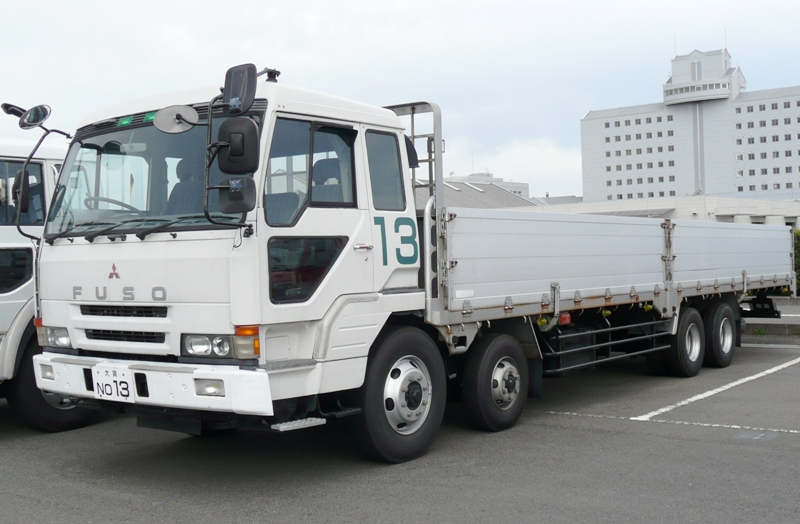
미쓰비시 후소 더 그레이트 FS(8×4) 카고 트럭
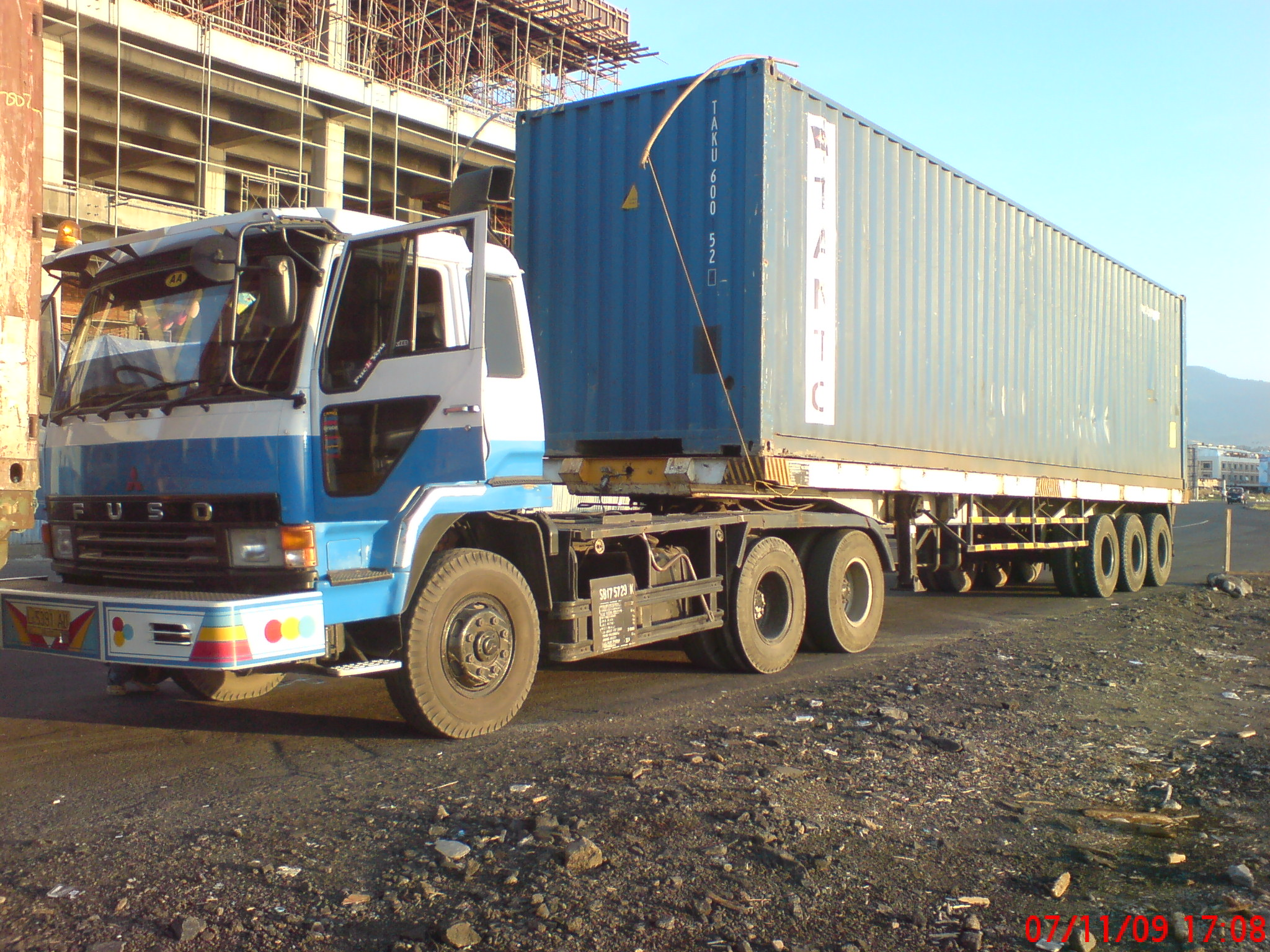
미쓰비시 후소 더 그레이트 FV-T(6×4) 트랙터
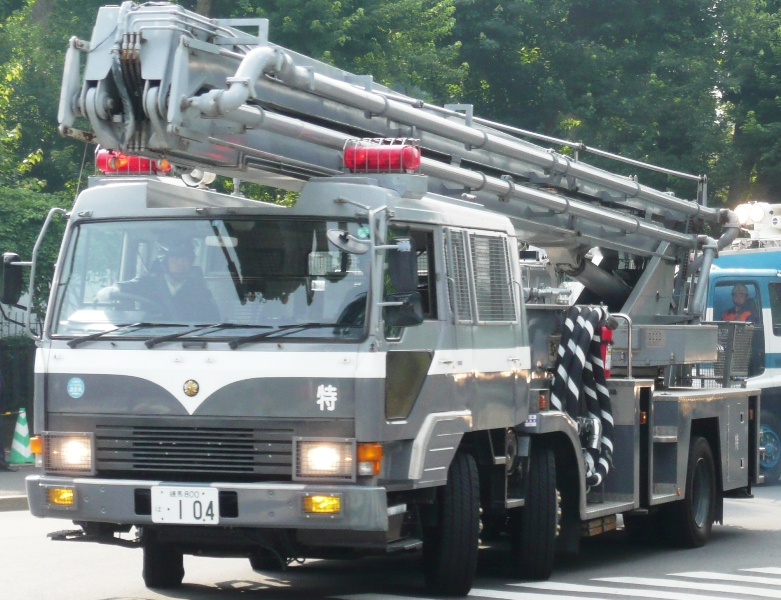
미쓰비시 후소 더 그레이트 FT(6×2) 개량형
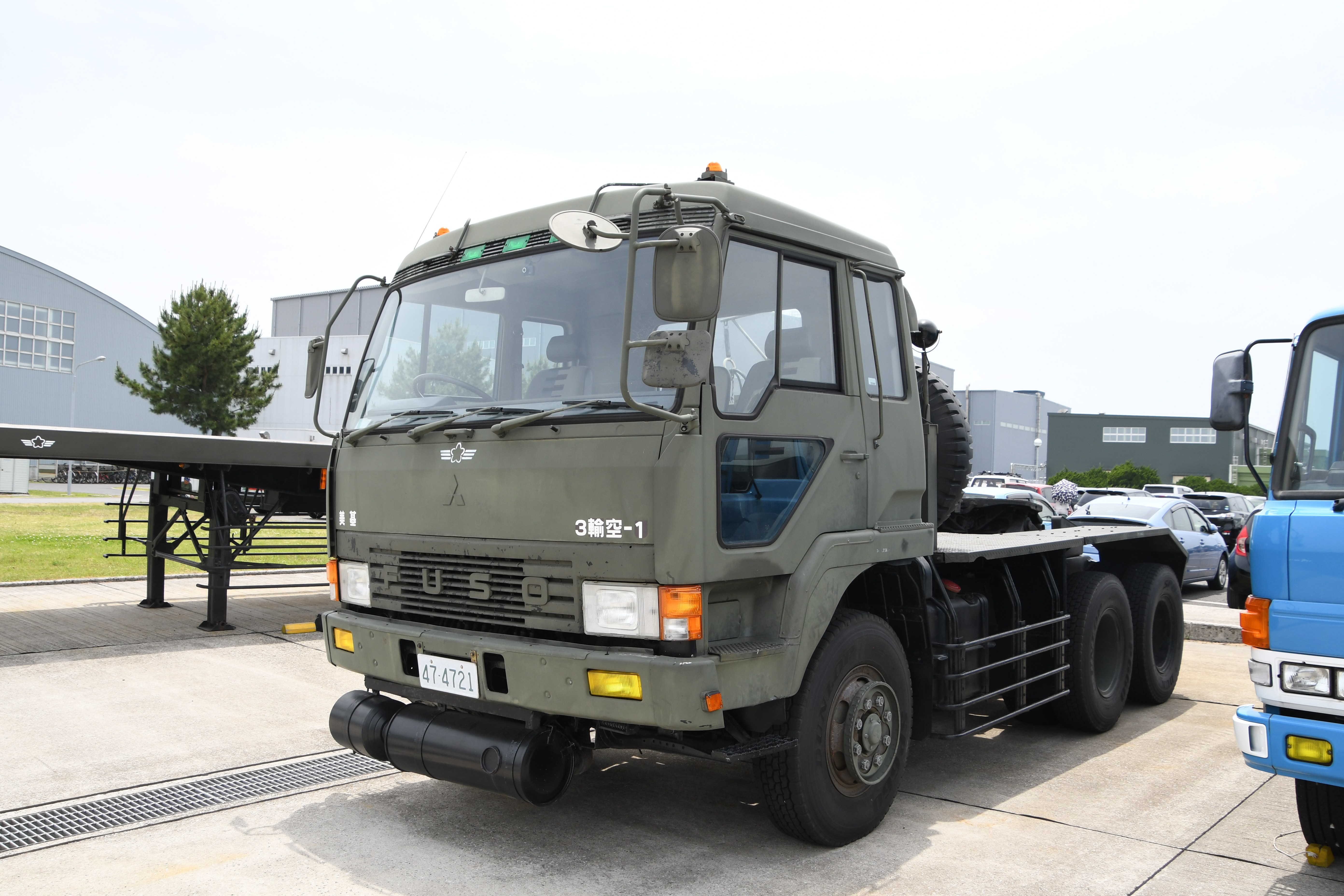
미쓰비시 후소 더 그레이트 FV-T(6×4) 트랙터 개량형
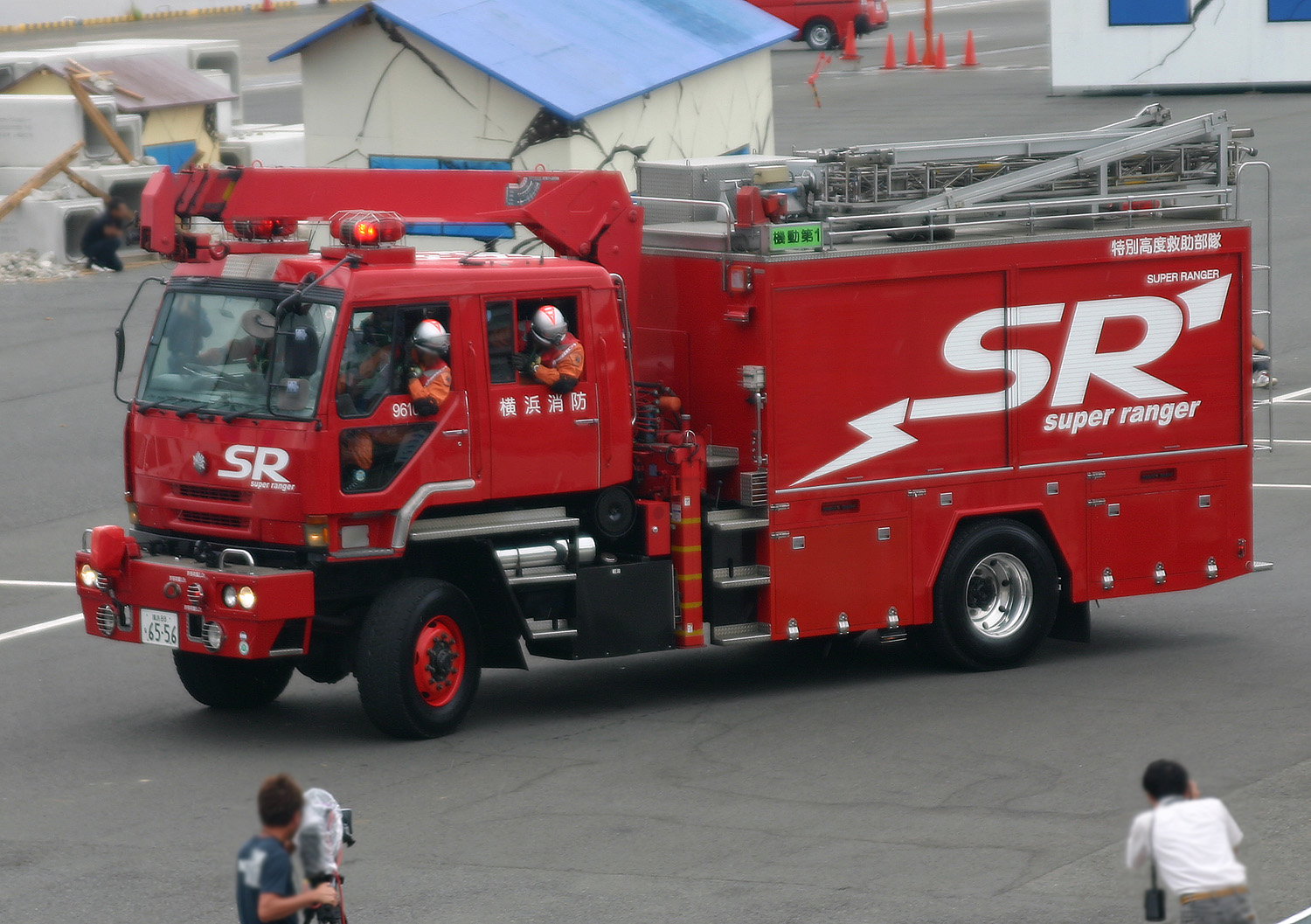
미쓰비시 후소 더 그레이트 FR(4×4) 트럭
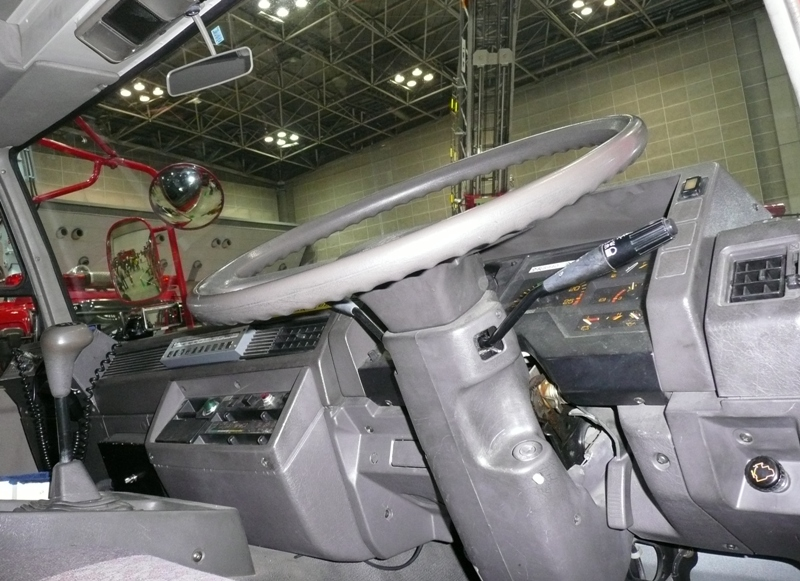
미쓰비시 후소 더 그레이트 운전석